# Adam Hendrix
Adam Sinclair Hendrix (* 1991 oder 1992) ist ein professioneller US-amerikanischer Pokerspieler. Er stand im August 2021 erstmals an der Spitze der Pokerweltrangliste und führte diese für insgesamt 10 Wochen an.

## Persönliches
Hendrix stammt aus Anchorage. Er machte an der Virginia Polytechnic Institute and State University in Blacksburg einen Bachelor in Naturwissenschaften.

## Pokerkarriere
Hendrix spielt seit Ende 2012 Onlinepoker. Er nutzt die Nicknames MikePrice82 (GGPoker), PHsGoldShoes (WSOP.com), Bing_Bong (Americas Cardroom), OnTheBook (BlackChip) und AdamMasr (Carbon Poker).
Seine ersten Geldplatzierungen bei Live-Pokerturnieren erzielte der Amerikaner ab Anfang 2016 bei kleineren Events in Hanover und Atlantic City. Im Juni 2017 war er erstmals bei der World Series of Poker (WSOP) im Rio All-Suite Hotel and Casino in Paradise am Las Vegas Strip erfolgreich und kam zunächst bei einem Turnier der Variante No Limit Hold’em in die Geldränge. Anschließend wurde er bei einem Event in Pot Limit Omaha Hi/Lo Zweiter und erhielt knapp 140.000 US-Dollar. Beim Main Event der World Poker Tour in Atlantic City belegte Hendrix Anfang Februar 2018 den mit über 50.000 US-Dollar dotierten zwölften Platz. Mitte Februar 2019 platzierte er sich beim zweiten Event der US Poker Open im Aria Resort & Casino am Las Vegas Strip am Finaltisch und erhielt für seinen vierten Rang 64.000 US-Dollar. Während der WSOP 2019, bei der Hendrix sechs Geldplatzierungen erzielte und u. a. den mit über 130.000 US-Dollar dotierten fünften Platz bei einem Double-Stack-Event belegte, gewann er im Wynn Las Vegas ein Turnier, dessen Siegprämie aufgrund eines Deals rund 75.000 US-Dollar betrug. Im August 2019 wurde er beim National der European Poker Tour in Barcelona nach verlorenem Heads-Up gegen den Esten Markku Koplimaa Zweiter, was mit 346.500 Euro prämiert wurde. Bei der aufgrund der globalen COVID-19-Pandemie ab Juli 2020 erstmals ausgespielten World Series of Poker Online erzielte der Amerikaner auf den Online-Plattformen WSOP.com und GGPoker insgesamt 17 Geldplatzierungen. Im März 2021 beendete er das Main Event des L.A. Poker Classic in Los Angeles auf dem zweiten Rang und erhielt aufgrund eines Deals mit Sieger Michael Liang rund 170.000 US-Dollar. Bei den US Poker Open im Aria Resort & Casino erreichte Hendrix im Juni 2021 beim fünften Turnier den Finaltisch und wurde Zweiter für 144.500 US-Dollar. Am 4. August 2021 setzte er sich aufgrund seiner in den letzten drei Jahren erzielten Turnierresultate erstmals an die Spitze der Pokerweltrangliste, musste diese Position jedoch bereits in der folgenden Woche an Joe McKeehen weitergeben. Vom 18. bis 24. August 2021 rangierte Hendrix erneut auf Platz 1. Im September 2021 gewann er das dritte Event der Poker Masters im Aria und erhielt eine Siegprämie von 186.300 US-Dollar. Ebenfalls im Aria setzte sich der Amerikaner im März 2022 beim dritten Turnier der US Poker Open mit einem Hauptpreis von 211.200 US-Dollar durch. Bei der WSOP 2022, die erstmals im Bally’s Las Vegas und Paris Las Vegas ausgespielt wurde, belegte er einen mit mehr als 200.000 US-Dollar dotierten vierten Rang. Ende September 2022 gewann Hendrix das vierte Turnier der Poker Masters mit einer Siegprämie von mehr als 190.000 US-Dollar und übernahm anschließend zum 28. September 2022 wieder die Führung der Pokerweltrangliste, die er für 3 Wochen hielt. Bei der WSOP 2023 belegte er beim 50.000 US-Dollar teuren Pot-Limit Omaha High Roller den fünften Platz und erhielt rund 570.000 US-Dollar.
Insgesamt hat sich Hendrix mit Poker bei Live-Turnieren knapp 6 Millionen US-Dollar erspielt.